# Peuralampi (sjö i Kajanaland)
Peuralampi är en sjö i Finland. Den ligger i kommunen Hyrynsalmi i landskapet Kajanaland, i den centrala delen av landet, 500 km nordost om huvudstaden Helsingfors. Peuralampi ligger 220 meter över havet. Arean är 13,3 hektar och strandlinjen är 1,57 kilometer lång. Sjön  ingår i Uleälvens huvudavrinningsområde. 